# Joos Valgaeren
Joos Valgaeren (voluit Josef Celine Maria Valgaeren) (Leuven, 3 maart 1976) is een Belgisch voormalig betaald voetballer.

## Voetbalcarrière
Joos Valgaeren speelde bij FC Herselt (1982-1987), Verbroedering Geel (1987-1994), KV Mechelen (1994-1997), het Nederlandse Roda JC (1997-2000) en de Schotse topclub Celtic FC (2000-2005). In 2005 stapte hij transfervrij over naar Club Brugge, waar hij door blessures echter weinig aan spelen toekwam. Van 2008 tot november 2009 kwam hij voor FC Emmen uit.
Valgaeren speelde daarnaast ook 19 wedstrijden voor de Belgische nationale ploeg. Zijn debuut als international maakte hij op 23 februari 2000 in de wedstrijd België-Portugal (1-1). Valgaeren nam ook deel aan Euro 2000, waar hij met Lorenzo Staelens het centrale verdedigingsduo vormde.
Op 4 november 2009 maakten FC Emmen en Valgaeren bekend dat laatstgenoemde per direct stopt met voetballen. Dit omdat het sportief niet gebracht had wat beide partijen ervan gedacht hadden. Hij speelde in totaal achttien competitie- plus een bekerduel voor FC Emmen.

## Na het voetbal
Een jaar nadat Joos Valgaeren op 34-jarige leeftijd gestopt was met voetbal, ging hij terug studeren en behaalde een diploma van landmeter. Nadien kon hij onmiddellijk aan de slag bij Aquafin als adviseur grondverwerving.
Valgaeren stapte volledig uit de voetbalwereld, alleen speelde hij in 2017 nog een wedstrijd voor het goede doel met oude voetbalcollega's.

## Privé
Joos Valgaeren heeft drie kinderen.

## Statistieken
| seizoen | club        | land      | competitie              | wed. | goals |
| ------- | ----------- | --------- | ----------------------- | ---- | ----- |
| 1994/95 | KV Mechelen | België    | Eerste klasse           | 4    | 0     |
| 1995/96 | KV Mechelen | België    | Eerste klasse           | 30   | 0     |
| 1996/97 | KV Mechelen | België    | Eerste klasse           | 28   | 1     |
| 1997/98 | Roda JC     | Nederland | Eredivisie              | 22   | 1     |
| 1998/99 | Roda JC     | Nederland | Eredivisie              | 6    | 1     |
| 1999/00 | Roda JC     | Nederland | Eredivisie              | 30   | 5     |
| 2000/01 | Celtic FC   | Schotland | Scottish Premier League | 35   | 3     |
| 2001/02 | Celtic FC   | Schotland | Scottish Premier League | 20   | 3     |
| 2002/03 | Celtic FC   | Schotland | Scottish Premier League | 35   | 2     |
| 2003/04 | Celtic FC   | Schotland | Scottish Premier League | 7    | 0     |
| 2004/05 | Celtic FC   | Schotland | Scottish Premier League | 20   | 0     |
| 2005/06 | Club Brugge | België    | Eerste klasse           | 5    | 0     |
| 2006/07 | Club Brugge | België    | Eerste klasse           | 7    | 0     |
| 2007/08 | Club Brugge | België    | Eerste klasse           | 17   | 0     |
| 2008/09 | FC Emmen    | Nederland | Jupiler League          | 14   | 0     |
| 2009/10 | FC Emmen    | Nederland | Jupiler League          | 4    | 0     |
| 2010/11 | FC Zwaneven | België    | Tweede Provinciale      |      |       |
| Totaal  |             |           |                         | 284  | 15    |